# Никола Митков
Никола Митков е шахматист и треньор по шахмат от Северна Македония. През 1993 г. става гросмайстор. Състезава се за Югославия, а след разпадането ѝ – за Северна Македония.